# Cincinnati Royals 1971-1972
La stagione 1971-72 dei Cincinnati Royals fu la 23ª nella NBA per la franchigia.
I Cincinnati Royals arrivarono terzi nella Central Division con un record di 30-52, non qualificandosi per i play-off.

## Roster
| N° | Naz.                   | Ruolo | Sportivo        | Anno | Alt. | Peso |
| -- | ---------------------- | ----- | --------------- | ---- | ---- | ---- |
| 5  | Stati Uniti (bandiera) | GA    | Tom Van Arsdale | 1943 | 196  | 92   |
| 10 | Stati Uniti (bandiera) | G     | Nate Archibald  | 1948 | 185  | 68   |
| 12 | Stati Uniti (bandiera) | G     | Jake Jones      | 1949 | 191  | 82   |
| 15 | Stati Uniti (bandiera) | G     | John Mengelt    | 1949 | 188  | 88   |
| 18 | Stati Uniti (bandiera) | C     | Darrall Imhoff  | 1938 | 208  | 100  |
| 20 | Stati Uniti (bandiera) | AC    | Johnny Green    | 1933 | 196  | 95   |
| 22 | Stati Uniti (bandiera) | GA    | Nate Williams   | 1950 | 196  | 98   |
| 23 | Stati Uniti (bandiera) | GA    | Fred Taylor     | 1948 | 196  | 82   |
| 23 | Stati Uniti (bandiera) | G     | Norm Van Lier   | 1947 | 185  | 78   |
| 24 | Stati Uniti (bandiera) | GA    | Matt Guokas     | 1944 | 196  | 79   |
| 25 | Stati Uniti (bandiera) | A     | Gil McGregor    | 1949 | 203  | 109  |
| 33 | Stati Uniti (bandiera) | A     | Ken Durrett     | 1948 | 201  | 86   |
| 41 | Stati Uniti (bandiera) | AC    | Jim Fox         | 1943 | 208  | 104  |
| 43 | Stati Uniti (bandiera) | A     | Sid Catlett     | 1948 | 198  | 104  |
| 44 | Stati Uniti (bandiera) | C     | Sam Lacey       | 1948 | 208  | 107  |

## Staff tecnico
- Allenatore: Bob Cousy
- Vice-allenatore: Draff Young